# 昌邑北站
昌邑北站位于山东省潍坊市昌邑市柳疃镇，是山东大莱龙铁路上的货运站。
车站建于2004年，现只办理货运业务，不办理客运业务。拥有货场2个，货场面积40万平方米，到发线2条、货物线5条，具备整列装卸条件,年装卸能力100万吨。